# Adaklu District
Koordinaten: 6° 28′ N, 0° 34′ O
Der Adaklu District ist ein Distrikt innerhalb der Volta Region im Osten Ghanas mit einer Gesamtfläche von 810 Quadratkilometern. Die größte Ortschaft ist Adaklu Waya. Der Distrikt hatte im Jahr 2021 38.649 Einwohner.

## Geographie
Der Adaklu District grenzt im Norden  an den Ho Municipal District, im Westen an den Ho West District, im Süden an den Central Tongu District. Im Osten liegt der Agotime Ziope District. Die höchste Erhebung ist der Adaklu Mountain mit einer Höhe von 595 m.